# Schöns Park
Schöns Park ist ein Park im Hamburger Stadtteil Rissen. Er liegt nördlich des Rissener S-Bahnhofs.

## Lage und Boden
Der Park liegt zwischen den Straßen Gudrunstraße beziehungsweise Höhnerkamp im Osten und Sandmoorweg im Westen sowie Alberichstieg im Norden. Südlich liegt der S-Bahnhof. Es handelt sich um einen recht naturbelassenen, bewaldeten Park mit etwa vier Hektar Fläche. Einige private Wohnhäuser sind an den Rändern des Parks gelegen. Durch den Park ziehen sich verschiedene Wegeverbindungen, die ihn erschließen und gleichzeitig Wegeverbindungen zwischen den angrenzenden Wohngebieten
untereinander und zur S-Bahn-Station Rissen darstellen.
Das Relief ist mit Höhen zwischen 18 m bis 25 m über Normalnull (NN) insbesondere im Ostteil stark bewegt. Der Boden wird überwiegend durch eiszeitliche Flugsande geprägt. Er ist außerhalb der bebauten Flächen unversiegelt und weitgehend unbeeinträchtigt. Das Gebiet trägt dazu bei, negative stadtklimatische Effekte auszugleichen.

## Vegetation
Die Vegetation besteht überwiegend aus einem bodensauren Mischwald auf welligkuppigen Sandrücken. Teils handelt es sich um ein Krattwaldrelikt, bei dem die dominierenden Eichen noch gut die ehemalige Niederwaldnutzung
erkennen lassen. Daneben gibt es Kiefern und Sandbirken. Im Hauptteil gibt es eine dichte heterogene Baumschicht unter anderem mit Eichen, Sandbirken, Kiefern, Lärchen oder Buchen. Die Gehölzbestände werden aus Sicht des Naturschutzes und der Landschaftspflege als wertvoll eingestuft. Zahlreiche Rhododendren sind ebenfalls vorzufinden. 